# 短柄喜光花
短柄喜光花（学名：Actephila subsessilis），为大戟科喜光花属下的一个植物种。